# Ansiktsmålning
| Exempel på ansiktsmålning av zombie-typ. |  | Exempel på ansiktsmålning av zombie-typ. |
| Exempel på ansiktsmålning av zombie-typ. |  |                                          |

Ansiktsmålning är en målning av ansiktet, i dekorativt syfte. Det är en form av sminkning som är vanlig i samband med barnkalas eller sammankomster av zombie-fans. Den är i regel föreställande, på samma sätt som kroppsmålning, men appliceras ofta bara på ansiktet eller andra delar av huvudet. Ansiktsmålning ingår ofta som en del i maskeringen vid maskerader och är vanligt förekommande under Halloween-festligheter. Genom sin ofta teatrala effekt kan ansiktsmålning ses som en form av teatersminkning.
Ansikksmålning är också vanligt bland supportrar inom fotboll. De brukar då på fotbollsmatcher måla ansiktet i samma färger som nationsflaggan i deras hemland. 

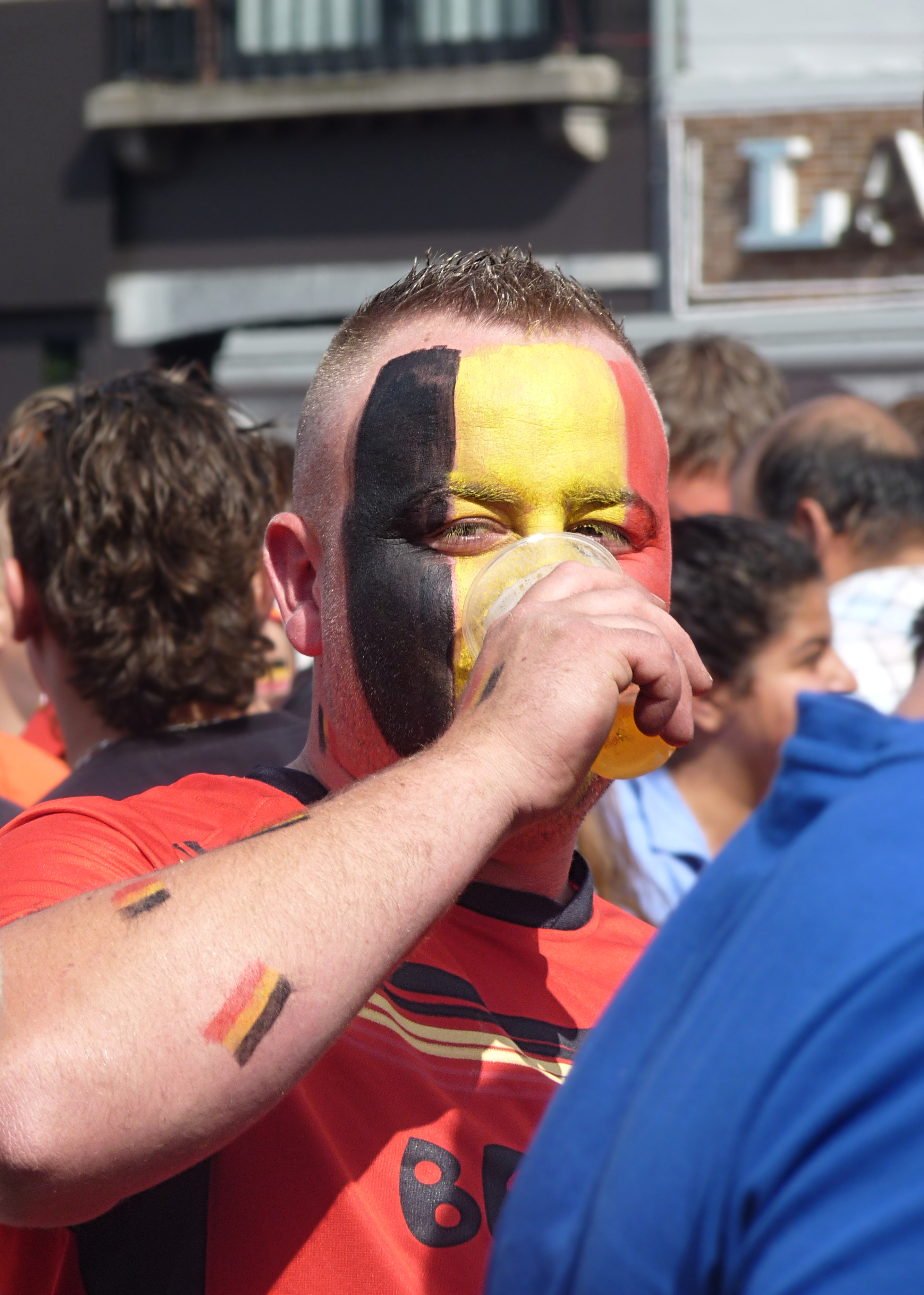
Belgisk fotbollssupporter som målat ansiktet som Belgiens flagga
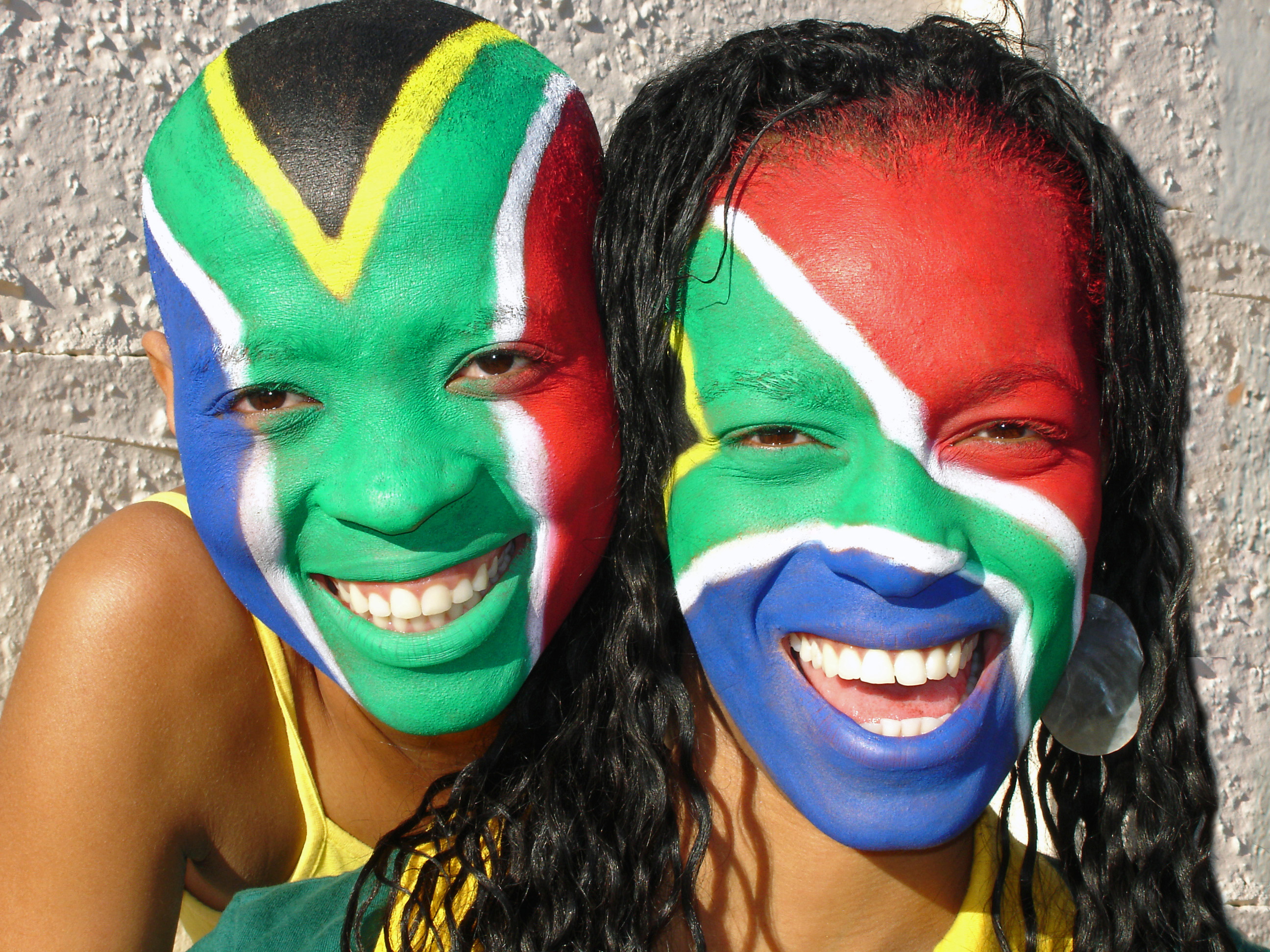
Två sydafrikanska fotbollssupportrar som målat ansiktet som Sydafrikas flagga